# Siunggam Jae
Siunggam Jae is een bestuurslaag in het regentschap Padang Lawas Utara van de provincie Noord-Sumatra, Indonesië. Siunggam Jae telt 1621 inwoners (volkstelling 2010).